# Carl Gottlob Rauh
Carl Gottlob Rauh, normiert auch Karl Gottlob Rauh († 6. November 1814), war ein deutscher Unternehmer. Er war Besitzer der Hammerwerke Schönheide (heute: Schönheiderhammer) und Oberblauenthal (heute Wolfsgrün) sowie des Grünen Grabens im sächsischen Erzgebirge. Ab 1796 unternahm er den vergeblichen Versuch der Aufnahme der alten Zwittergebäude Roter und Weißer Löwe Stolln am Schwarzwasser bei Steinheidel.

## Leben
Er war der Sohn des Oberblauenthaler Hammerherrn Johann David Rauh, der 1764 gemeinsam mit Johann Christoph Jahn aus Schöneck zusätzlich den Schönheiderhammer bei Schönheide erwarb. Sein Vater ließ den Hochofenbetrieb, den Stabhammer und die Zaineisenfrischhütte erneuern und begann mit dem Guss von Herden, die in dieser Zeit aufgekommen waren.
Nachdem Carl Gottlob Rau seinen Vater bereits auf beiden Hammerwerken unterstützt hatte, erwarb er zunächst das väterliche Hammerwerk Wolfsgrün. Um dessen Betrieb mit zusätzlichem Wasser zu fördern, kaufte er am 7. November 1781 den Grüner Graben „mit allen Recht und Gerechtigkeiten erb- und eigentümlich zum Betrieb“ seines Hammerwerkes.
1788 erwarb er vom Vater auch den Schönheiderhammer. Der Lehnschein darüber wurde ihm am 19. Juni 1788 ausgestellt. In Hoffmanns Abhandlung über die Eisenhütten des gleichen Jahres 1788 wird sein Vater als fleißiger und geschickter Hammerherr bezeichnet. Rauh unternahm als erster Hammerherr des Erzgebirges mehrere Auslandsreisen und Fachstudien, um sich Kenntnisse über neue Technologien anzueignen, die er auf seinem Hammerwerk umsetzte.
Er erreichte beim König Friedrich August von Sachsen am 28. Februar 1808 für das Hammerwerk Schönheide und die dazugehörigen Güter und Räume die Bestätigung der Verleihung der Ober- und Erbgerichte sowie der Schriftsässigkeit.
Rauhs Investitionen in den Bergbau in Steinheidel ab 1796 führten nicht zum erhofften Erfolg und trugen zu seiner erheblichen Verschuldung bei, so dass er sein Hammerwerk Wolfsgrün 1811 und später auch den Steinheidler Stolln, der abgesoffen war, an den sächsischen König verkaufen musste.
Nach dem Tod Rauhs musste der Schönheiderhammer 1816 öffentlich versteigert werden. 1818 erhob auch der Fiskus Ansprüche auf den Nachlass Rauhs.